# بول راسنييه
بول راسنييه (بالفرنسية: Paul Rassinier)‏ وهو سلامي وناشط سياسي وكاتب فرنسي ولد في سنة 1906 في قرية بيرمونت في فرنسا كان من المعادين للنازية وأنضم إلى المقاومة الفرنسية ضد الاحتلال الألماني لفرنسا خلال الحرب العالمية الثانية، فقام الألمان بسجنه في معتقل بوتشنفالد وثم نقل إلى معتقل ميتلبو دورا وبعد خروجه من السجن كتب المئات من المقالات السياسية والاقتصادية والتاريخية وكان عراب إنكار الهولوكوست وتوفي في سنة 1967.